# Waterparks/Diskografie
Diese Diskografie ist eine Übersicht über die musikalischen Werke der US-amerikanischen Rock-Band Waterparks. Das erfolgreichste Werk der Band ist das fünfte Studioalbum Intellectual Property, welches Platz zehn der britischen Albumcharts erreichte.

## Alben

### Studioalben
| Jahr | Titel Musiklabel                      | Höchstplatzierung, Gesamtwochen, AuszeichnungChartplatzierungen (Jahr, Titel, Musiklabel, Platzierungen, Wochen, Auszeichnungen, Anmerkungen) | Höchstplatzierung, Gesamtwochen, AuszeichnungChartplatzierungen (Jahr, Titel, Musiklabel, Platzierungen, Wochen, Auszeichnungen, Anmerkungen) | Höchstplatzierung, Gesamtwochen, AuszeichnungChartplatzierungen (Jahr, Titel, Musiklabel, Platzierungen, Wochen, Auszeichnungen, Anmerkungen) | Anmerkungen                            |
| Jahr | Titel Musiklabel                      | UK | US | Rock | Anmerkungen                            |
| ---- | ------------------------------------- | --- | --- | --- | -------------------------------------- |
| 2016 | Double Dare Equal Vision              | — | — | Rock50 (1 Wo.)Rock | Erstveröffentlichung: 4. November 2016 |
| 2018 | Entertainment Equal Vision            | UK85 (1 Wo.)UK | US98 (1 Wo.)US | Rock13 (1 Wo.)Rock | Erstveröffentlichung: 26. Januar 2018  |
| 2019 | Fandom Hopeless Records               | UK52 (1 Wo.)UK | US32 (1 Wo.)US | Rock5 (1 Wo.)Rock | Erstveröffentlichung: 11. Oktober 2019 |
| 2021 | Greatest Hits 300 Entertainment       | UK37 (1 Wo.)UK | US42 (1 Wo.)US | Rock6 (1 Wo.)Rock | Erstveröffentlichung: 21. Mai 2021     |
| 2023 | Intellectual Property Fueled by Ramen | UK10 (1 Wo.)UK | US33 (1 Wo.)US | Rock6 (1 Wo.)Rock | Erstveröffentlichung: 14. April 2023   |

### Livealben
| Jahr | Titel Musiklabel                        | Anmerkungen                             |
| ---- | --------------------------------------- | --------------------------------------- |
| 2020 | Fandom: Live in the UK Hopeless Records | Erstveröffentlichung: 27. November 2020 |

### Kompilationen
| Jahr | Titel Musiklabel                                                                                       | Anmerkungen                           |
| ---- | --- | ------------------------------------- |
| 2020 | 1 (A Collection of Unreleased Home Demos, This is Not G, or Even an Album, Shut Up Enjoy) Selbstverlag | Erstveröffentlichung: 22. Januar 2020 |

### EPs
| Jahr | Titel Musiklabel                    | Anmerkungen                           |
| ---- | ----------------------------------- | ------------------------------------- |
| 2012 | Airplane Conversations Selbstverlag | Erstveröffentlichung: 3. April 2012   |
| 2014 | Black Light Selbstverlag            | Erstveröffentlichung: 5. Juni 2014    |
| 2016 | Cluster Equal Vision Records        | Erstveröffentlichung: 15. Januar 2016 |

## Singles
| Jahr | Titel                                                  | Album                  |
| ---- | ------------------------------------------------------ | ---------------------- |
| 2011 | I Was Hiding Under Your Porch Because I Love You       | Airplane Conversations |
| 2011 | Silver                                                 | Airplane Conversations |
| 2011 | Fantastic                                              | Airplane Conversations |
| 2013 | New Wave                                               | Black Light            |
| 2013 | I’m a Natural Blue                                     | Black Light            |
| 2015 | Crave                                                  | Cluster                |
| 2016 | Stupid for You                                         | Double Dare            |
| 2016 | Hawaii (Stay Awake)                                    | Double Dare            |
| 2016 | Royal                                                  | Double Dare            |
| 2017 | Plum Island                                            | Double Dare            |
| 2017 | Gloom Boys                                             | Double Dare            |
| 2017 | 21 Questions                                           | Double Dare            |
| 2017 | Blonde                                                 | Entertainment          |
| 2017 | Lucky People                                           | Entertainment          |
| 2017 | Not Warriors                                           | Entertainment          |
| 2018 | We Need to Talk                                        | Entertainment          |
| 2018 | Peach (Lobotomy)                                       | Entertainment          |
| 2019 | Turbulent                                              | Fandom                 |
| 2019 | Watch What Happens Next                                | Fandom                 |
| 2019 | Dream Boy                                              | Fandom                 |
| 2019 | Reboot                                                 | Fandom                 |
| 2019 | High Definition                                        | Fandom                 |
| 2019 | Easy to Hate                                           | Fandom                 |
| 2020 | Lowkey as Hell                                         | Greatest Hits          |
| 2021 | Snow Globe                                             | Greatest Hits          |
| 2021 | Numb                                                   | Greatest Hits          |
| 2021 | You’d Be Paranoid Too (If Everyone Was Out to Get You) | Greatest Hits          |
| 2021 | Just Kidding                                           | Greatest Hits          |
| 2021 | Violet                                                 | Greatest Hits          |
| 2022 | Funeral Grey                                           | Intellectual Property  |
| 2022 | Self-Sabotage                                          | Intellectual Property  |
| 2022 | Fuck About It (feat. Blackbear)                        | Intellectual Property  |
| 2023 | Real Super Dark                                        | Intellectual Property  |
| 2023 | Brainwashed                                            | Intellectual Property  |
| 2023 | Sneaking Out of Heaven                                 | –                      |
| 2025 | Red Guitar                                             | –                      |

## Musikvideos
| Jahr | Titel                                                  | Regie                                              |
| ---- | ------------------------------------------------------ | -------------------------------------------------- |
| 2013 | Silver                                                 | Matt Bell                                          |
| 2014 | New Wave                                               | unbekannt                                          |
| 2015 | I’m a Natural Blue                                     | Jawn Rocha                                         |
| 2015 | Crave                                                  | Jacob Stark                                        |
| 2016 | No Capes                                               | Jawn Rocha                                         |
| 2016 | Stupid for You                                         | Ernie Gilbert                                      |
| 2017 | Royal                                                  | Millicent Hailes                                   |
| 2017 | Plum Island                                            | Tom Pullen                                         |
| 2017 | Gloom Boys                                             | unbekannt                                          |
| 2017 | 21 Questions                                           | unbekannt                                          |
| 2017 | Blonde                                                 | Elijah Alvarado                                    |
| 2017 | Lucky People                                           | Jawn Rocha                                         |
| 2018 | Not Warriors / Crybaby                                 | Erik Rojas & Joe Mischo                            |
| 2018 | We Need to Talk                                        | Erik Rojas                                         |
| 2018 | Peach (Lobotomy)                                       | Joawn Rocha                                        |
| 2019 | Watch What Happens Next                                | Awsten Knight                                      |
| 2019 | Dream Boy                                              | Awsten Knight                                      |
| 2019 | High Definition                                        | Awsten Knight                                      |
| 2019 | Easy to Hate                                           | Awsten Knight                                      |
| 2020 | Lowkey as Hell                                         | Awsten Knight                                      |
| 2021 | Snow Globe                                             | Jawn Rocha                                         |
| 2021 | Numb                                                   | Jawn Rocha                                         |
| 2021 | You’d Be Paranoid Too (If Everyone Was Out to Get You) | Erik Rojas & Awsten Knight                         |
| 2021 | Just Kidding                                           | Jawn Rocha & Awsten Knight                         |
| 2021 | Violet                                                 | Awsten Knight & Erik Rojas                         |
| 2021 | Fruit Roll Ups                                         | Jawn Rocha & Awsten Knight                         |
| 2021 | The Secret Life of Me                                  | Erik Rojas & Awsten Knight                         |
| 2022 | Funeral Grey                                           | Erik Rojas & Awsten Knight                         |
| 2022 | Self-Sabotage                                          | Erik Rojas, Jawn Rocha & Awsten Knight             |
| 2022 | Fuck About It (feat. Blackbear)                        | Erik Rojas, Jawn Rocha & Awsten Knight             |
| 2023 | Real Super Dark                                        | Awsten Knight, Erik Rojas, Jawn Rocha & Lucas Hand |
| 2023 | Sneaking Out of Heaven                                 | Jawn Rocha & Awsten Knight                         |

## Statistik

### Chartauswertung
|                     | UK    | US    | Rock      |
| ------------------- | ----- | ----- | --------- |
| Nummer-eins-Alben   | UK—UK | US—US | Rock—Rock |
| Top-10-Alben        | UK1UK | US—US | Rock3Rock |
| Alben in den Charts | UK4UK | US4US | Rock5Rock |